# تاكيس جونياس
تاكيس جونياس (6 أكتوبر 1971 بليفاذيا في اليونان - ) (باليونانية: Παναγιώτης (Τάκης) Γκώνιας)‏ هو لاعب كرة قدم يوناني في مركز الوسط. شارك مع منتخب اليونان لكرة القدم. أما مع النوادي، فقد لعب مع ريال سبورتينغ خيخون وليفادياكوس ونادي أولمبياكوس ونادي بانيونيوس ونادي كروتوني ونادي مسينا وPaniliakos F.C. ‏ ونادي إيراكليس.

## مسيرته الكروية
لعب تاكيس جونياس خلال مسيرته الاحترافية مع 8 أندية في ثمانية عشر موسمًا وسجل خلالها 38 هدفًا ضمن 281 مباراة. ولم يفز بأي موسم بالكأس أو بالدوري.
خاض تاكيس جونياس مسيرته مع نادي ليفادياكوس في موسم 1988–89 ليلعب معه أربعة مواسم، مشاركًا في 64 مباراة سجل خلالها 11 هدفًا. ثم انتقل إلى نادي أولمبياكوس في موسم 1992–93 في المرة الأولى ليلعب معه أربعة مواسم ثم في موسم 2003–04 لمدة موسم واحد، حيث شارك طوالها في 73 مباراة سجل خلالها هدفًا واحدًا. لينتقل بعدها إلى نادي إيراكليس في موسم 1996–97 في المرة الأولى ولمدة موسمين ثم في موسم 2002–03 لمدة موسم واحد، مشاركًا طوالها في 62 مباراة سجل خلالها 13 هدفًا. ثم انتقل إلى نادي ريال سبورتينغ خيخون في موسم 1998–99 لمدة موسم واحد، مشاركًا في 10 مباريات سجل خلالها هدفًا واحدًا. هذا وانتقل لاحقًا إلى Paniliakos F.C. ‏ في موسم 1999–00 لمدة موسم واحد، مشاركًا في 27 مباراة سجل خلالها 5 أهداف. ثم انتقل بعدها إلى نادي بانيونيوس في موسم 2000–01 ولمدة موسمين، مشاركًا في 42 مباراة سجل خلالها 7 أهداف. ليعود وينتقل من جديد، لكن هذه المرة إلى نادي كروتوني في موسم 2004–05 لمدة موسم واحد، لم يشارك في أي مباراة ولم يسجل أي هدف.

## روابط خارجية
- تاكيس جونياس على موقع قاعدة بيانات كرة القدم.إي يو (الإنجليزية)
- تاكيس جونياس على موقع ناشيونال فوتبول تيمز (الإنجليزية)